# 周滿
周滿（1507年—1566年），字謙之，號受庵，一號拘虛子，四川松潘衛官籍成都府漢州人。

## 生平
六月二十五日生，行五，治《詩經》，由國子生中式四川鄉試第四十九名舉人，年二十六歲中式嘉靖十一年（1532年）壬辰科會試第四十六名，第二甲第十四名進士。都察院觀政，授南京户部主事，陞員外郎，郎中，出为雲南府知府，十八年丁母忧，復補鞏昌府，陞廣西副使，復補山東，陞山西參政，雲南按察使，陝西右布政使，山西左布政使，嘉靖三十六年（1557年）三月以右副都御史巡撫南赣汀漳等處提督軍務，討平流寇李文彪、王子文等，三十七年六月以病乞休。

## 家族
曾祖周敏，正千戶；祖周文；父周鸞，號南山，封南京户部郎中；母張氏。具慶下，妻黃氏，兄榮（正千戶），弟堂。子之槙。